# 佐藤三武朗
佐藤 三武朗（さとう さぶろう、1944年4月 - ）は、日本の比較文学者、作家。佐野日本大学短期大学学長。日本大学名誉教授。
現在は、日本大学の顧問である。

## 経歴
英国留学を経て、日本大学文理学部専任講師、国際関係学部助教授、教授・学部長。日本大学評議員、日本大学理事、日本大学副総長、日本大学総長代理代行を歴任。
静岡県田方郡（現・伊豆市）生まれ。日本大学三島高等学校を経て、日本大学文理学部英文科卒、同大学院文学研究科博士課程単位取得満期退学。
1995年9月、大学設置審議会の組織審議会において日本大学大学院国際関係研究科博士後期課程（比較文学（日欧）特別研究、特別研究指導I、特別研究指導II、特別研究指導III）のDマル合と判定。
1998年9月、大学設置審議会の組織審議会において日本大学大学院総合社会情報研究科修士課程（日英比較文化・比較文学特講Mマル合と判定。
1999年、「シェイクスピアの島崎藤村における影響」で日本大学博士（国際関係）取得（乙第5535号）。
2000年2月、日本大学国際関係学部学部長就任。同年4月日本大学理事に就任。同年4月Comparative Literature Studies East-West Issues, Penn State Univ. Press（編集委員）就任。
2002年9月、大学設置審議会の組織審議会において、日本大学大学院綜合社会情報研究科博士後期課程（日英比較文学特殊講義）のDマル合と判定。同年7月7日世界学長会議 Oxford Round Table at Oxford University出席。
2003年6月、日本比較文学会理事就任。同年7月13日世界学長会議 Oxford Round Table at Oxford University出席。2004年5月国際文化表現学会副会長就任。
2010年4月日本大学総長代理・代行就任。2011年9月日本大学総長代理・代行再任。2014年11月日本大学顧問就任。
2015年4月より佐野短期大学（2017年に佐野日本大学短期大学に名称変更）に就任。2016年5月国際文化表現学会会長就任。
2018年6月より日本比較文学会評議員就任。
2022年、瑞宝中綬章受章。

### 留学歴
- 1974年4月 イギリス・ニュー・カッスル・アポンタイン大学院 留学(～1975年3月）
- 1981年4月 アメリカ・イリノ大学大学院 留学（～1982年3月）
- 1994年8月 アメリカ・ハワイ大学大学院及び東西センター 留学（～1994年11月）

### 受賞歴
- 2005年5月 国際文化表現学会より学会賞（第一号）を受賞
- 2009年2月 日本大学学術出版助成金授与
- 2010年5月 国際文化表現学会より学会賞
- 2011年7月 ワンアジア財団より功労賞を受賞
- 2013年10月 地域教育行政功労者として文部大臣賞受賞。

### 新聞誌上掲載歴
- 2008年7月5日から同年9月27日まで　静岡新聞紙上で「窓辺」を掲載
- 2008年12月7日から2009年（平成21年）4月26日まで　伊豆新聞、伊豆日日新聞紙上で連載
- 2012年1月から同年3月まで　伊豆新聞、熱海新聞、伊豆日日新聞の3紙上で新聞小説「くれない燃ゆ　唐人お吉」を連載した。
- 2014年1月から同年3月まで　同3紙上で「心中 天城峠」を連載。
- 2017年2月より同年5月6日まで　同3紙上で「八重姫の夢－頼朝を愛した女」を連載。
- 2018年4月3日より同年7月10日まで　同3紙上で「新しい愛の形－夢に生きて」を連載。
- 2019年8月より同3紙上で「炎の銀行家」を連載。

## 著書

### 単著
- 『真冬の沐浴』（詩集）（1973年6月、栄光出版社）
- 『男と女』（詩集）（1973年11月、栄光出版社）
- 『愛のソネット』（詩集）（1976年6月、栄光出版社）
- 『フランス詩集』（詩集）（1978年1月、栄光出版社）
- 『ハムレット』上・下巻（1978年4月・5月、栄光出版社）
- 『海が消える』（小説）（1993年、栄光出版社）
- 『天城恋うた』（小説）（2001年、静岡新聞社）
- 『天城少年の夏』（小説）（2002年、静岡新聞社）
- 『島崎藤村「破戒」に学ぶ いかに生きる』（2003年、双文社出版）
- 『修善寺ラプソディ』（小説）（2004年、静岡新聞社）
- 『静岡発タクシー運転手のちょっといい話』（2005年、栄光出版社）
- 『伊豆の旅情 のんびり湯ったり湯ートピア』（2008年、静岡新聞社）
- 『Shakespeare’s Influence on Shimazaki Toson』（2009年、双文社出版）
- 『日本巨人伝 山田顕義』（小説）（2011年、講談社）
- 『くれない燃ゆ 唐人お吉』（小説）（2012年、海拓舎）
- 『箱根駅伝 青春群像』（小説）（2013年、講談社）
- 『炎の銀行家　スルガ銀行創業者 岡野喜太郎』（小説）（2018年、栄光出版社）
- 『離婚の学校－男の覚悟・女の選択』（小説）（2019年、コスモ21）
- 『炎の男 田中英壽の相撲道』（2020年12月、幻冬舎）伝記小説での立身出世物語

### 共著
- 『日本と西洋の小説』秋山正幸ほか4名（1985年4月、南雲堂）
- 『異文化との出会い』冨田仁ほか7名（1986年12月、三修社）
- 『明治の国際化を構築した人びと』小林通、清家茂、東和敏、高橋公雄、吉田克己と（1992年、多賀出版）
- 『比較文学』安藤重和ほか2名（1993年3月、日本大学通信教育部）
- 『演劇は異文化の架け橋』田中徳一、成惠卿と（1998年、栄光出版社）
- 『日本とアメリカ』（2007年3月、なでしこ出版）

### 監修
- 西村美枝子『77歳大学院生の高齢者にやさしい観光学―国際観光地をめざす伊豆の“まち”づくりプラン』（2006年、栄光出版社）
- 「写真アルバム『船橋市の昭和』」（2016年、いき出版）
- 「写真アルバム『伊豆半島の昭和』」（2016年、いき出版）

### 研究著書等
- 『滅びと異郷の比較文化』（共著）（1994年3月、思文閣出版）
- 『論集　島崎藤村』（共著）（1999年10月、おうふう社）
- 『比較文学の地平』（共著）（2000年7月、時潮社）
- 『知の新視界』（編著）（2003年3月）

### 中国語訳
- 『天城恋歌』（小説）（2004年、人民文学出版社）
- 『天城少年之夏』（小説）（2006年12月、中国社会出版社）

## 論文
- 佐藤三武朗